# Regine Kleinau
Regine Kleinau, ab 1974 verheiratete Heinicke (* 4. Oktober 1946 in Chemnitz), ist eine deutsche Leichtathletin, die in den 1960er und 1970er Jahren – für die DDR startend – eine erfolgreiche Mittelstreckenläuferin war. Im 1000-Meter-Lauf stellte sie am 19. Juni 1971 mit 2:38,8 min eine Weltbestleistung auf (nach 1934 und vor 1990  wurde für die Strecke bei der IAAF kein Weltrekord geführt).
Sie startete bei den Leichtathletik-Europameisterschaften 1966, 1969 und 1971.
1967 wurde sie DDR-Meisterin im 800-Meter-Lauf (2:07,2 min). Von 1969 bis 1972 stellte sie vier DDR-Rekorde im 1500-Meter-Lauf auf (zugleich gesamtdeutsche Bestleistungen).
Regine Kleinau startete für den SC DHfK Leipzig. Sie hatte ein Wettkampfgewicht von 60 kg bei einer Größe von 1,73 m.

## Starts bei internationalen Höhepunkten
- 1966, Europameisterschaften: im 800-Meter-Zwischenlauf disqualifiziert
- 1969, Europameisterschaften: Platz 6 im 1500-Meter-Lauf (4:15,2 min)
- 1971, Europameisterschaften: Platz 5 im 1500-Meter-Lauf (4:13,7 min)